# Kỷ niệm chương Chiến dịch Đông Dương

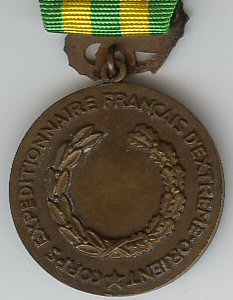
Mặt sau của kỷ niệm chương Chiến dịch Đông Dương

Chuẩn tướng Pierre Vincent, người nhận kỷ niệm chương Chiến dịch Đông Dương

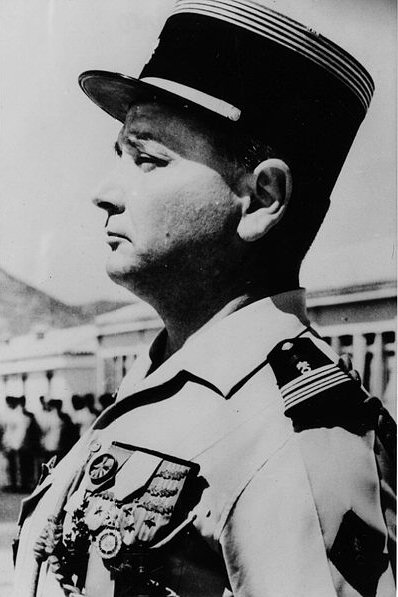
Tướng Arnaud de Foiard, người nhận kỷ niệm chương Chiến dịch Đông Dương

Kỷ niệm chương Chiến dịch Đông Dương (tiếng Pháp: Médaille commémorative de la campagne d'Indochine) là huân chương quân sự của Pháp được thành lập vào ngày 1 tháng 8 năm 1953 theo sắc lệnh 53-722 nhằm ghi nhận sự tham gia vào cuộc chiến tranh Đông Dương của các thành viên Quân đội viễn chinh Pháp vùng Viễn Đông, cả lính chính quy và lính dự bị.

## Lịch sử
Cuộc xung đột ở Đông Dương thuộc Pháp bắt đầu ngay sau khi Thế chiến thứ hai kết thúc với quân đội Pháp ban đầu dưới sự chỉ huy của tướng Philippe Leclerc.  Trong tám năm đầu của cuộc xung đột này, quân đội thực dân Pháp đều được trao Huân chương Thuộc địa với chiếc móc cài "EXTRÊME-ORIENT" (tiếng Việt: "VIỄN ĐÔNG"), rất tiếc là giải thưởng này không phải ai cũng có thể giành được trên chiến trường và hoàn toàn loại trừ nhân sự bản địa. Giới chính khách và tướng lĩnh đã kiến nghị chính phủ trao giải thưởng kỷ niệm dành riêng cho tất cả những người tham gia dưới quyền chỉ huy của Pháp. Ngay cả sau khi giải thưởng được thành lập, những người lính Pháp vẫn nhận được Huân chương Thuộc địa có móc cài "EXTRÊME-ORIENT" bên cạnh kỷ niệm chương Chiến dịch Đông Dương.

## Quy chế
Kỷ niệm chương Chiến dịch Đông Dương được trao cho những người lính thuộc lục quân, hải quân và không quân đã tham gia tối thiểu 90 ngày trong một đơn vị chính quy hoặc bổ sung trong chiến dịch Đông Dương từ ngày 16 tháng 8 năm 1945 đến ngày 11 tháng 8 năm 1954.
Kỷ niệm chương này cũng có thể được trao tặng cho thường dân, công dân Pháp hoặc Liên hiệp Pháp, thành viên của hải quân Thương thuyền hoặc hàng không dân dụng, trên tàu hoặc là một phần của phi hành đoàn của máy bay dẫn đường hàng không, đã đảm bảo thời gian tối thiểu là chín mươi ngày liên tục, trong khoảng thời gian kể từ ngày nói trên, việc vận chuyển binh lính hoặc thiết bị quân sự đến hoặc trong Đông Dương.
Thời hạn phục vụ tối thiểu chín mươi ngày trên chiến trường đã được miễn cho những nhân viên bị thương trong quá trình hoạt động tại chiến trường hoặc được đề cập trong các công văn trong chiến dịch.

## Mô tả
Kỷ niệm chương Chiến dịch Đông Dương là một huy chương hình tròn đường kính 36mm được đúc bằng đồng. Ở mặt chính giữa phía dưới, một tấm bảng hình chữ nhật rộng 24 mm x cao 5 mm mang dòng chữ phù điêu "INDOCHINE" (tiếng Việt: "ĐÔNG DƯƠNG") được đỡ bởi một con naja bảy đầu, năm đầu của nó nằm bên dưới tấm bảng, hai đầu nằm phía trên tấm bảng. góc trên, mỗi bên một cái. Trên cùng của tấm bảng, một con voi ba đầu được bao quanh bởi dòng chữ hình bán nguyệt phù điêu "RÉPUBLIQUE FRANÇAISE" (tiếng Việt: "CỘNG HÒA PHÁP") dọc theo chu vi huân chương.
Ở mặt sau của tấm phù điêu, một vòng nguyệt quế và lá sồi có đường kính 25 mm được bao quanh bởi dòng chữ "CORPS EXPÉDITIONNAIRE FRANÇAIS D'EXTRÊME-ORIENT" (tiếng Việt: "QUÂN ĐỘI VIỄN CHINH PHÁP VÙNG VIỄN ĐÔNG")  chạy dọc theo toàn bộ chu vi huân chương.
Vòng treo ruy băng được trang trí bằng một con rồng xoắn bằng đồng cao 20 mm, rộng 25 mm. Chiếc nhẫn đi qua một vòng trên đỉnh huân chương được treo trên dải ruy băng màu xanh lá cây rộng 39mm mang bốn sọc vàng rộng 5mm đặt cách nhau 5mm bắt đầu từ 2mm tính từ các cạnh.

## Người nhận nổi bật
- Tướng Marcel Alessandri
- Quân y trưởng Valérie André
- Trung úy Paul Brunbrouck
- Đô đốc Georges Cabanier
- Tướng Paul Arnaud de Foïard
- Tướng Paul Arnault
- Tướng Marcel Bigeard
- Thiếu tá Rudolf Eggs
- Thượng sĩ Marc Flament
- Trung tá Albert Fossey-François
- Trung tá Jules Gaucher
- Tướng Maurice Henry
- Thực dân Aloyse Rodolphe Kennel
- Tướng Pierre Langlais
- Tướng Paul Lardry
- Tướng Philippe Leclerc de Hauteclocque
- Tướng Renaud de Corta
- Thiếu tá Hélie de Saint Marc
- Tướng Raoul Salan
- Thiếu tá René de Salins
- Tướng Maurice Schmitt
- Chuẩn uý Jo Sohet
- Trung tá Léo Vidou
- Tướng Pierre Vincent